# Mikkel Bruun Zangenberg
Mikkel Bruun Zangenberg (født 1968) er en dansk litteraturhistoriker og kritiker.
Zangenberg læste litteraturvidenskab ved Århus Universitet og Københavns Universitet i perioden 1990-97. I 1995 fik han sølvmedaljen for besvarelsen af af prisopgaven Romanens transformative mellemrum. Om Joyces Finnegans Wake og den moderne eksperimenterende romans problematik (udgivet samme år). Han blev cand. phil. i 1996 på en omskrevet version af samme prisopgave, og ph.d.-stipendiat februar 1997 på et projekt om Begreb og fortælling. Om paralitteratur som en moderne hybrid mellem filosofi og litteratur, med særligt henblik på den tidlige Samuel Beckett. Desuden var han visiting scholar ved Columbia University, New York, 1997-1998, og ved Centre for Research in Philosophy and Literature, University of Warwick i 1998.
Zangenberg blev i 2005 ansat som lektor i litteraturvidenskab ved Syddansk Universitets Institut for litteratur, kultur og medier.
Han er desuden litteraturanmelder for dagbladet Politiken.